# Перевіз (Березинський район)
Перевіз (біл. вёска Перевоз) — село в складі Березинського району Мінської області, Білорусь. Село підпорядковане Богушевицькій сільській раді, розташоване в східній частині області.

## Відомі особистості
В поселенні народився:
- Алешкевич Степан Филимонович (1910—1944) — радянський воїн.